# Jambon

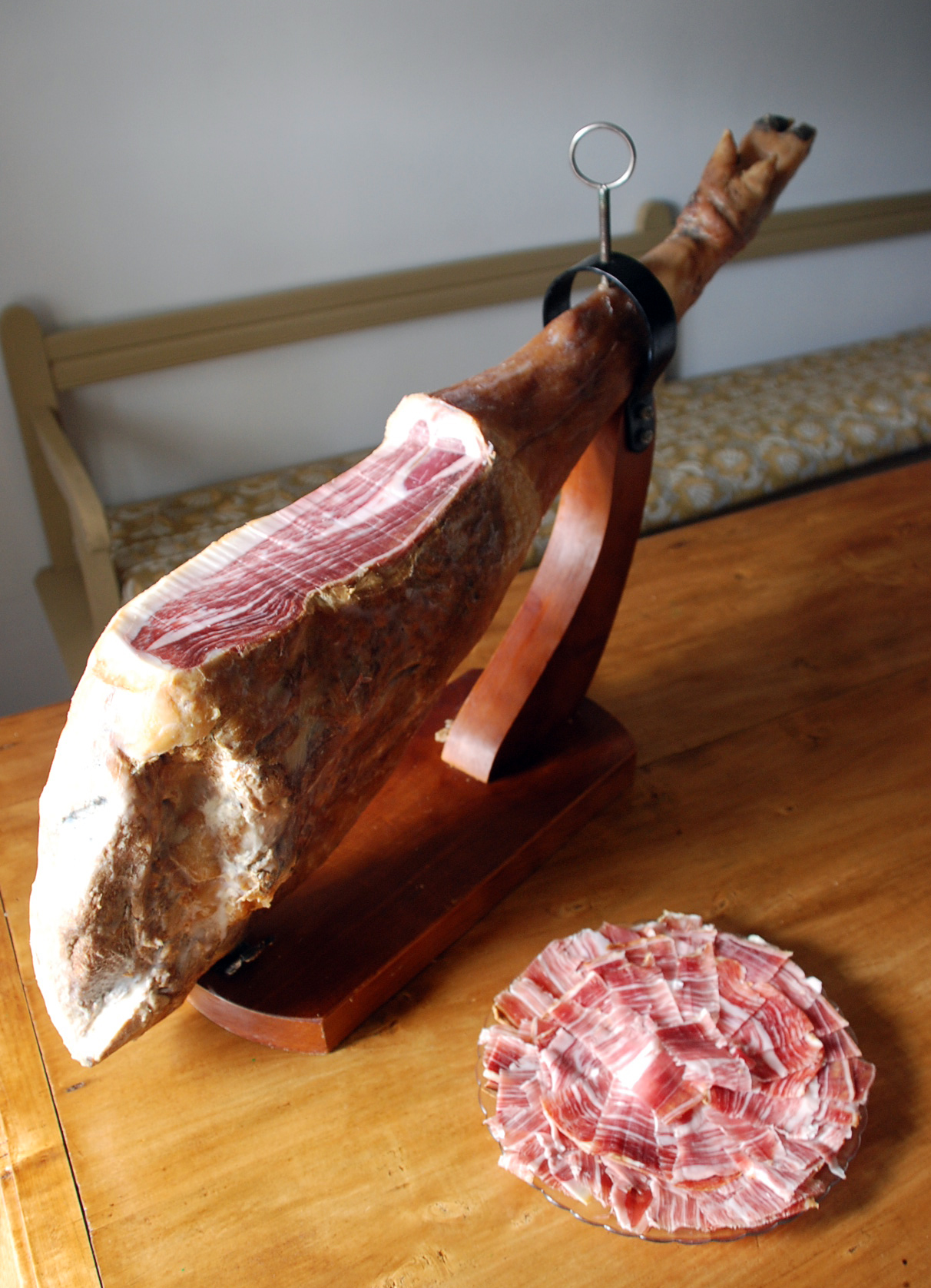
Jambon

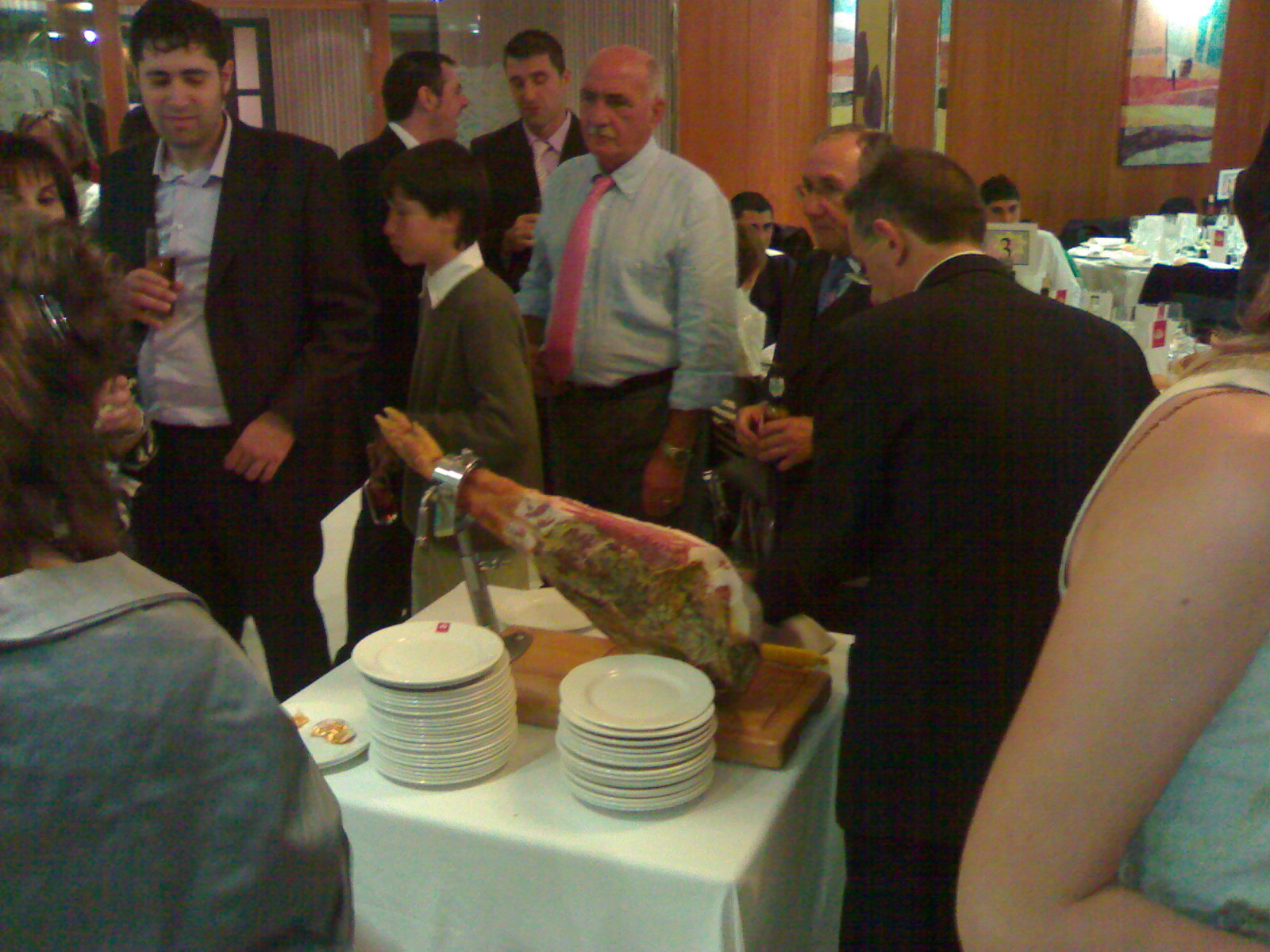

Jambonul (numit și șuncă) este un produs alimentar obținut din pulpă de porc preparată prin una sau mai multe din metodele următoare: sărare, afumare, uscare, fierbere. Porcii care produc șunca specială sunt hrăniți cu ghinde.
În sensul codurilor tarifare 0203.12.11, 0203.22.11, 0210.11.11 și 0210.11.31, „jambon” se numește partea posterioară (codală) a semicarcasei, care conține oasele, cu sau fără picior, cu sau fără partea de sub genunchi, șorici sau slănină. Jambonul este separat de restul semicarcasei astfel încât conține, cel mult, ultima vertebră lombară.
Ingrediente: pulpă de porc, boia, usturoi, piper și sare.

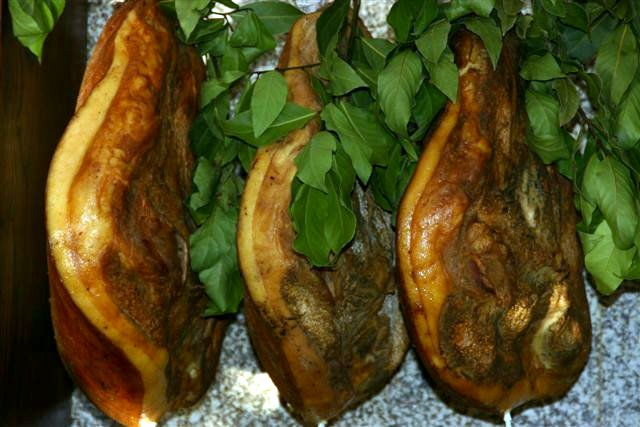
Jambon
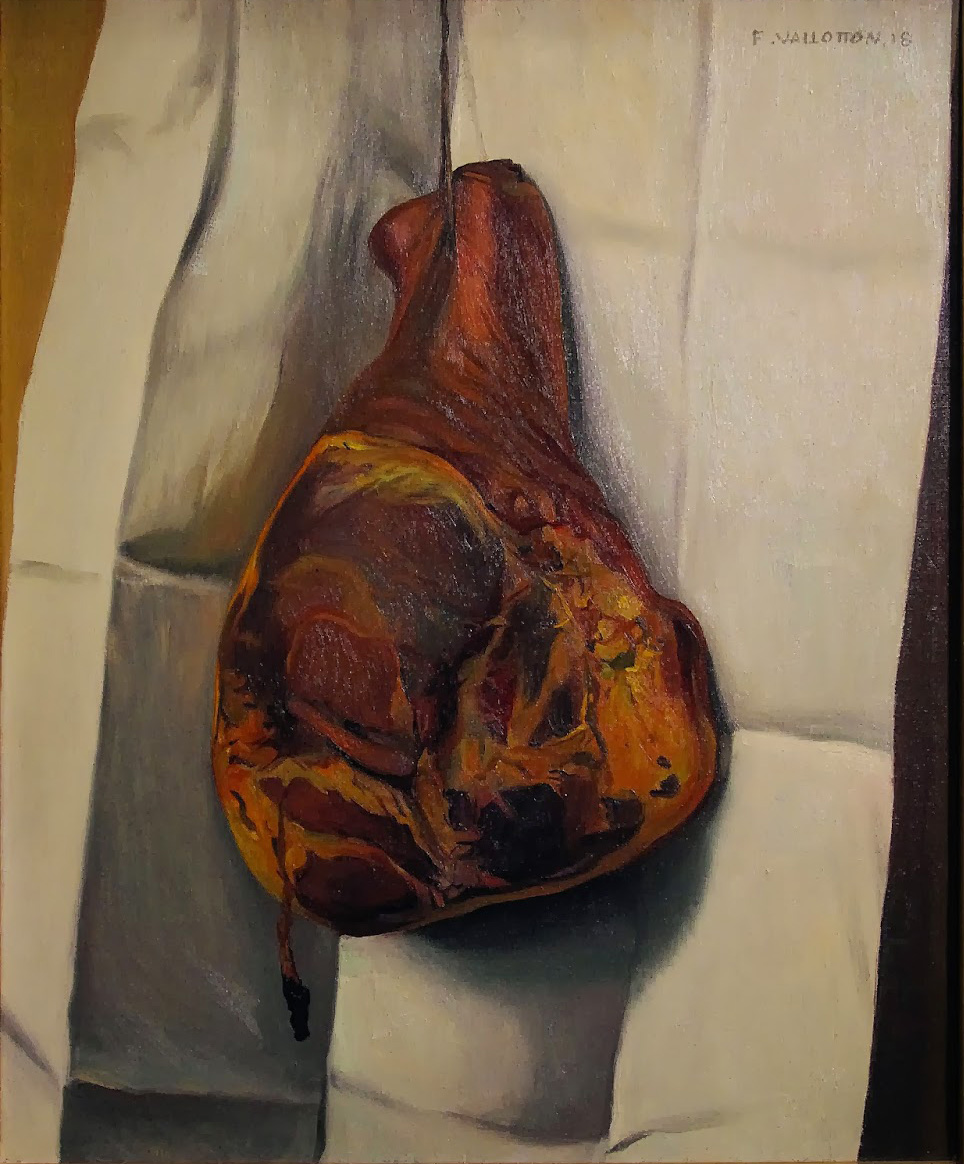
Le jambon (Félix Vallotton, 1918).
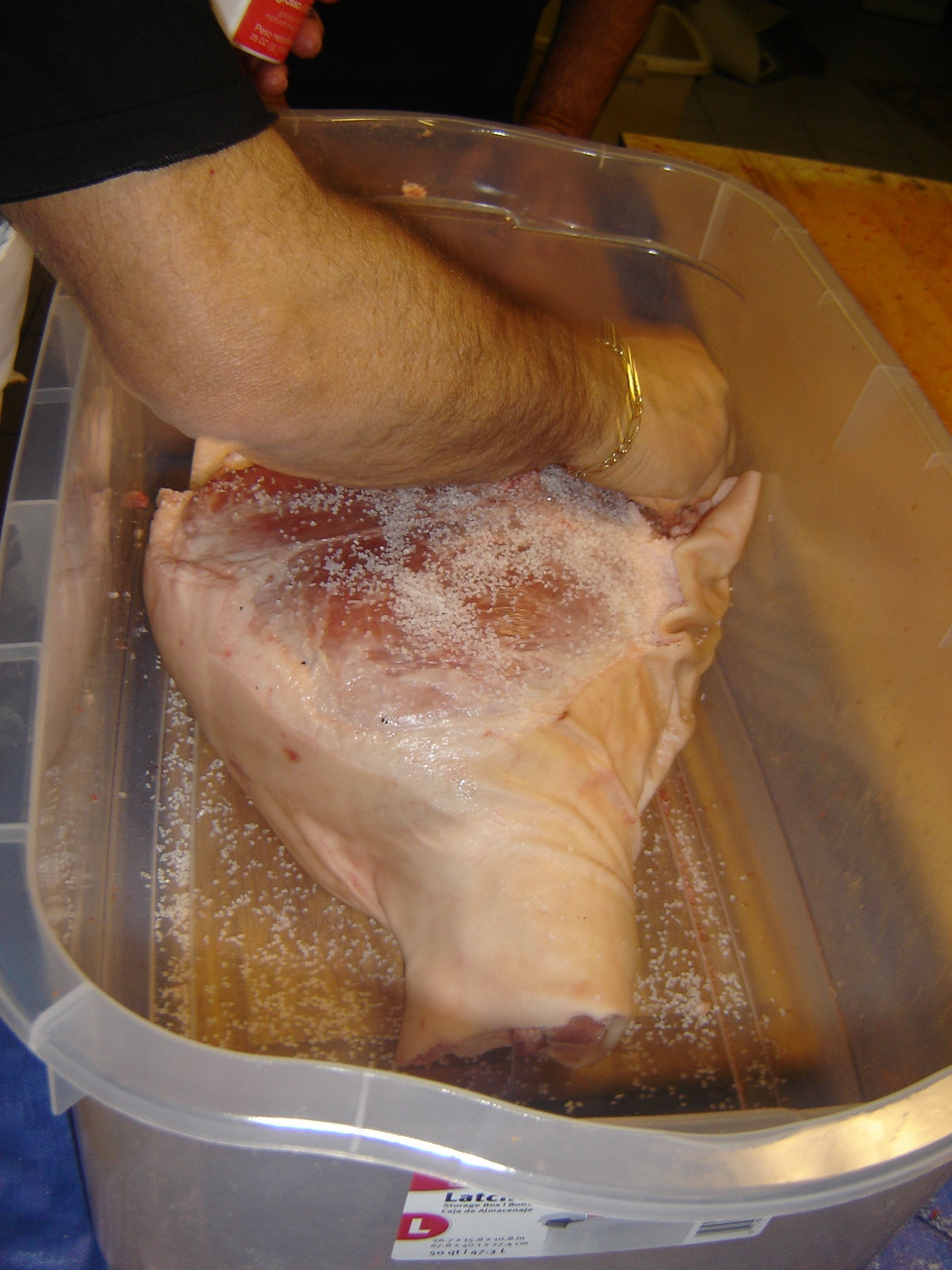
Jambon
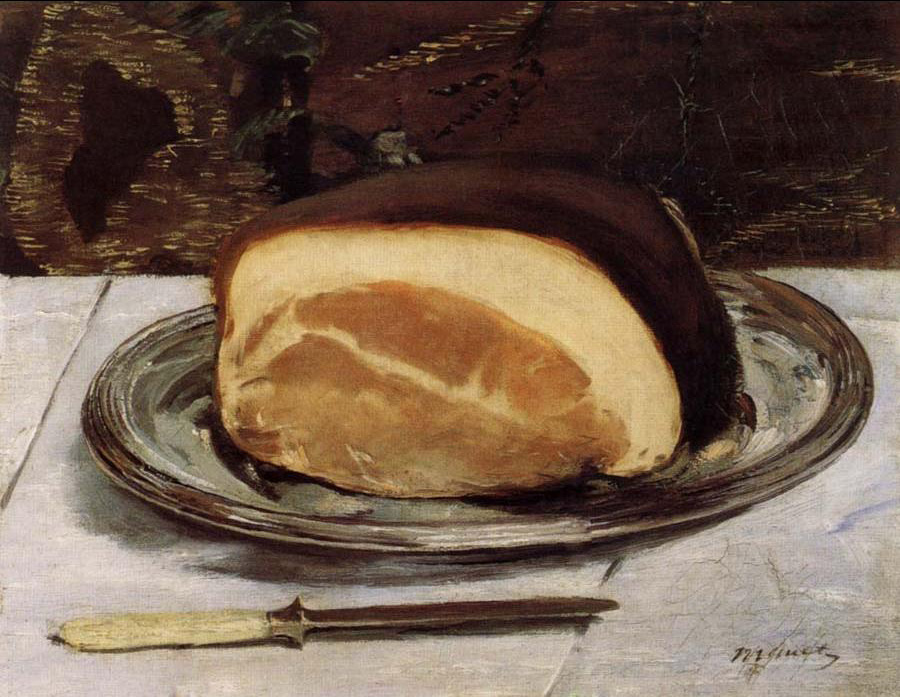
Le jambon (Édouard Manet, c. 1875).
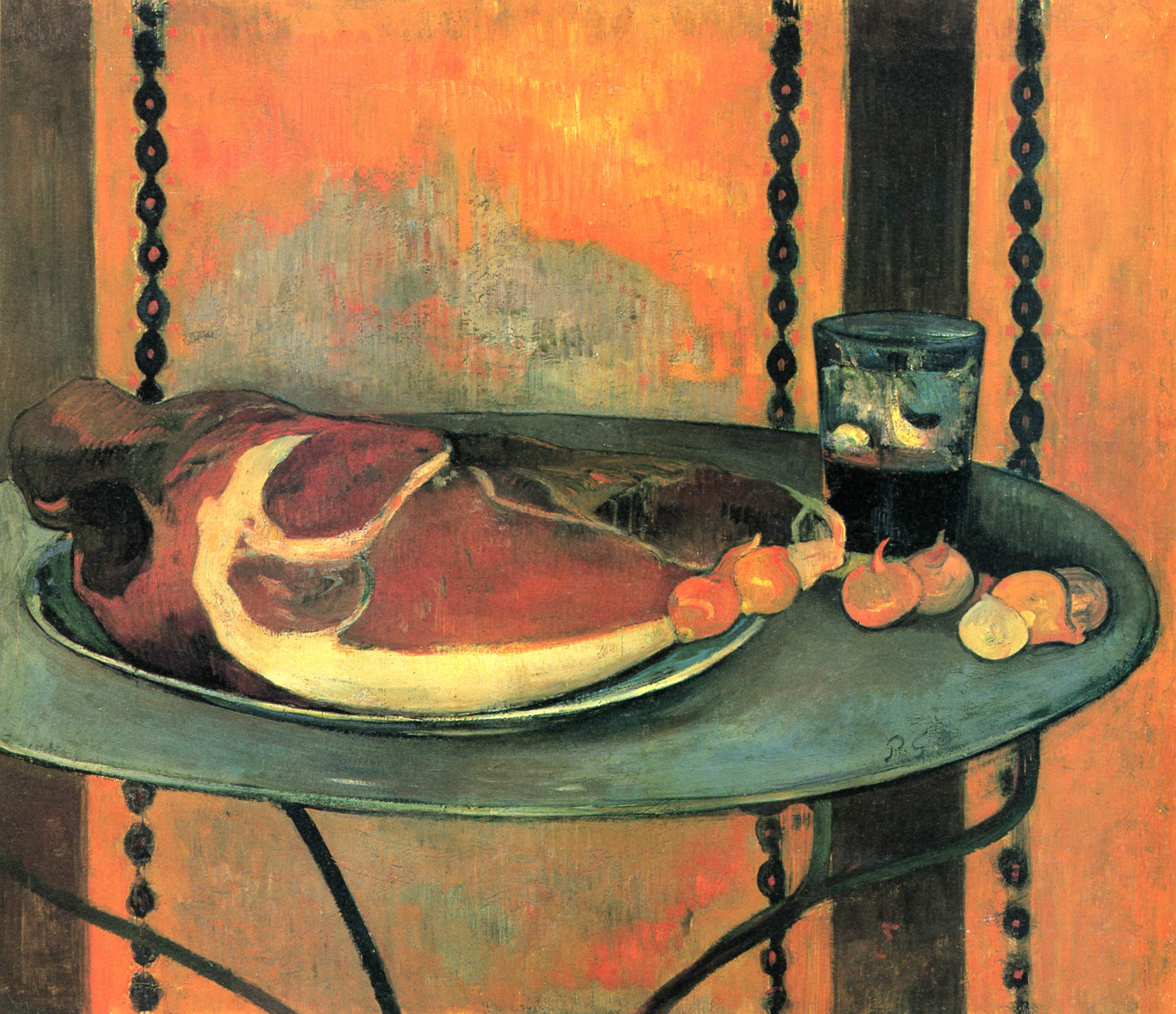
Le jambon (Paul Gauguin, 1889).